# Aglais splendens
Aglais splendens är en fjärilsart som beskrevs av Reuss 1909. Aglais splendens ingår i släktet Aglais och familjen praktfjärilar. Inga underarter finns listade i Catalogue of Life.